# Raft (遊戲)
《Raft》是由瑞典開發者Redbeet Interactive開發的開放世界生存遊戲，由Axolot Games發布。遊戲中的特色功能包括採集資源、合成物品及生存冒險等。《Raft》有兩種模式：生存模式中，玩家必須維持生命並採集資源以打造自己的木筏和發掘劇情；創造模式中，玩家擁有無限的資源並可在木筏中自由地創作建築。

## 遊戲玩法
遊戲以第一人稱視角或第三人稱視角進行，遊戲提供單人遊玩和多人聯機兩個模式。
在生存模式創建一個世界後，玩家將在海洋中央的2x2木筏上生成，初級的木筏由塑料與木板構成，洋流將推著木筏漂流。玩家擁有一個鉤子，可以瞄準並投擲以從水中捕捉桶、木板、棕櫚葉、塑料、板條箱和其他物件。玩家亦可以離開筏子並收集物品，但要小心鯊魚攻擊木筏或水下的玩家，需要用武器驅走。
在途中可以在島嶼上进行物資收集或潛到島邊的礁石區或是附近海溝挖取礦物和海草。通過海上和島嶼收集的物品可以用來製作工具、研究新物品和擴充木筏。玩家還需要通過拿取或種植食物以及淨化海水來滿足飢餓和口渴。種植食物時，海鷗會俯衝下來並吃掉種子，玩家須把海鸥驅走。做出接收器和天綫後，就可以打開主線劇情。玩家可以根據接收器的任務地點找到紙條來揭開遊戲的故事劇情和發現新藍圖。找到未被水淹沒的人類文明的廢墟，克服遇到的挑战，揭开廢墟裏隱藏的秘密，并找到幸存人類移居的下一个目的地，玩家的主控角色將發現記錄在她的筆記本内。

## 概要

### 遊戲背景
在不久的將來，氣候變化和氣溫上升導致極地冰蓋融化，淹沒整個地球，幾乎沒有旱地可供定居。 由於逆轉海平面上升的絕望計劃失敗或被放棄，文明崩潰了。 最終，世界上的精英們決定完全放棄旱地，住在漂浮的城市上，而其餘的人則在海水氾濫的世界中自生自滅。
玩家扮演前鋒偵察兵的角色，飄浮在海上的木筏去尋找可居住的土地和資源。

### 劇情
隨着玩家的探索，會收集到前人留下來的紙條。

#### 無線電塔（Radio Tower）
故事講述了三個人曾到一座訊號塔，他們的代號分別是麻雀、杜鵑和貓頭鷹，他們的任務是去基地修復反應堆。可是呆了一天後，麻雀拋下他們，開船走了。他們的糧食就不足夠了。當到了訊號塔的頂樓，會有一張烏托邦的圖片，人們幻想中的美好地方。
这里有头灯和接收器的蓝图與5張笔记。

#### 瓦薩加坦（Vasagatan）
這個地點是一個黑暗的廢棄郵輪，該郵輪擱淺于一個瀉湖中，玩家可以從郵輪的底層進入，路途中會遭遇多隻變異老鼠。在船上人留下的字條中可以知道，這艘遊輪的擁有者是一位名叫奧洛夫·威克斯特羅姆的退役士兵。他把郵輪改裝了一番並雇了一個船長準備帶着一批人到南部的高樓。全部人都很没有自由，唯有奧洛夫整日喝酒，享受自己。船員發現儲物倉有巨大的老鼠，食物都會被吃光，可是自大的奧洛夫不理會還責罵船員無能。經過很久的航行食物變得不足，所以奧洛夫拋棄他們在大海。船員中的漢妮與奧洛夫發生爭吵，奧洛夫也是完全不理會因為他還要做重要的事情就是把老鼠造成他的"軍隊"，把它們造成變異。他突然要求更改目的地，去大篷車鎮，因為他要把很多動物造成變異。船長很懷疑，他卻說這是船員叛變的後果。由於海上能見度過低，郵輪撞上巨石。奧洛夫立即帶著救生艇逃去，拋下所有人去大篷車鎮。
玩家會在舰桥中找到引擎、方向盘的蓝图和11張字條。

#### 巴爾博亞島（Balboa lsland）
曾經布魯諾和他姐姐被派到這個地方，負責維護中繼站，工作日期為兩個月，但過去了三個月仍然還沒有人過來，他姐姐也消失了，他因為太孤獨而瘋掉，幻想了六個小孩來陪伴自己。他帶著兩個幻想中的小孩出海找他的姐姐。
玩家需要藉助引擎或划艇逆流到達該島，會在島上找到燃料箱、生物燃料精炼机、砍刀和燃料管的藍圖與12張字條。

#### 大篷車鎮 （Caravan town）
大篷車鎮是由很多的廢車組成，有種了很多蔬菜和家豬，唯一的威脅就是鬣狗，不過平時也很温順。這也就是可惡的奧洛夫來到的地方。當中有一家三口很聰明，小孩德托是一個發明家，父親擅長捍接，德托想造火箭，達成目標，但他的發明村民都看不起他，父親經常鼓勵他，甚止送了他一個焊接了的火箭。奧洛夫的到來，全都破滅了。他利用變異老鼠的血液把家豬和鬣狗都變異了，島上的居民也感染了這個病毒，德托父母也沒能幸免。奧洛夫開始給村民洗腦，他提到一個叫做Tangaroa的城市，那裏有無盡的物資，但普通人不能進入。一番慷慨激昂的洗腦後，他帶領村民和鬣狗一同前往攻打那個漂流城市。居民還不知道奧洛夫的禍害，只有德托發現不對勁，沒有跟著他們。結果，母親病死，父親被洗腦，自己獨自在海上漂流，跟著奧洛夫後面。
玩家會在大篷車鎮找到电池充电器、引擎控制器、烟花、金属探测器、滑索工具和滑索的藍圖與10張新字條。

#### 唐加羅瓦市（Tangaroa)
唐加羅阿市是一个漂浮在海中的玻璃圆顶城市。它由富人和名人出錢建造，旨在为爲那些出的起一筆不菲價錢的富人提供住所。与大篷車鎮不同，這裏有著采光極好的高层公寓、電梯、自動販賣機和汉堡店，机器人管家在街上游荡，高尔夫球车充好了電以便供市民玩樂，唐加羅瓦市和大篷車鎮一樣，被曾住在這裏的居民所遗弃。大篷车镇因傳染病而遭到放棄，而坦加羅阿市则因社会疾病而垮台。在政府倒台前，骚乱充斥着街道。直到玩家來到這裏，已經空無一人、垃圾四处散落。在章节末尾，玩家會启动了坦加羅阿的逃跑艙。
玩家會獲得电动净水器、大型存储箱、水管、水箱的藍圖與10張字條。

#### 瓦魯納角（Varuna Point）
瓦魯納角是兩座未完成的建築，被水淹沒了一部份。曾是為了給富人和菁英居住，然而現已成為廢墟。陸上的工地堆放很多材料和垃圾，玩家要常常要跑酷以前進。水下長滿了發光的珊瑚，建築物的廢墟中棲息著水母和鮟鱇魚。搶奪者曾佔領了此地，在四處漆上大大的"G"，並設下陷阱防禦入侵者。

#### 唐普蘭斯（Temperance）
唐普籣斯位於雪地生物群落且非常大，島嶼周圍存在大量冰塊，使木筏航行極為困難。雪地生物群落是北極熊的家，沒有任何自然資源。為了使探索進度更快，玩家可以在登上島嶼後在車庫中找到雪地摩托，不過雪地摩托只能在唐普蘭斯區域內行駛。

## 開發和發布
《Raft》是由烏普薩拉大學的三名瑞典學生於2016年10月開發的。起初並沒有上架任何平台，而是在谷歌網盤中下載。當時只有鈎東西為生，完全沒有任何玩法。之後，他們做了一個調查表，收集玩家的反饋，因此添加了建築設計、種植系統、鯊魚會對木筏發起進攻等。2018年5月23日，Raft 作為 Steam 搶先體驗遊戲發布。
2022年6月20日，最后一章发布，脱離了早期開發版本。

### 音樂
由德國作曲家Jannik Schmidt創作。

#### 歌曲
- Endless Ocean
- Building And Crafting
- Dreaming On Sea
- Salt
- Voice Of Ocean

## 評價
直到2017年5月，免费下载的版本被下载了超过700万次。Polygon将此游戏称为“2018年Steam上最成功的游戏之一”，并赞扬了游戏将探索，收集，管理和学习的元素结合在一起的艺术形式。通过YouTube上大量的第一人称视角游戏视频，游戏获得了一定的热度。
开发者告诉PC Gamer，与其他开放世界生存游戏相比，游戏成功的一个原因可能是玩家活动范围有限。由于同时采用了海上的环境和沙盒游戏的形式，游戏经常被和《深海迷航》相比较。

## 外部鏈結
- 官方网站（英文）
- 莫比游戏上的《Raft》（英文）